# Trollhunters (novela)
Trollhunters (en España Cazadores de Trolls: Trollhunters y en Hispanoamérica Cazadores de Trolls ) es una novela de Fantasía y ficción paranormal escrita por Guillermo del Toro y Daniel Kraus publicada en 2015 por la editorial Puck. Fue adaptada en 2016 en la serie Trollhunters: Tales of Arcadia por el propio del Toro y producida por Netflix.

## Sinopsis
Las leyendas de todo el mundo hablan de ellos. Con sus ojos de fuego y su pútrido aliento, parecen surgidos de un mal sueño. Frecuentan los cubos de basura, los rincones oscuros, el hueco de las camas, todos eso lugares donde prefieres no mirar. Llevan mucho tiempo escondidos, tanto que la gente casi los ha olvidado. Pero están aquí... y se alimentan de carne humana. ¿Te atreves a creer en ellos? ¡Únete a los trollhunters y ayúdales a detener a los monstruos que pueblan tus pesadillas antes de que sea demasiado tarde! Acción, humor y horror a raudales en una novela alucinante, firmada por dos magos de la fantasía y el terror: Guillermo del Toro y Daniel Kraus. Una aventura para jóvenes lectores tan adictiva como Los Goonies y Súper 8.
La vida en el instituto siempre es complicada. Pero cuando las criaturas de la oscuridad empiezan a acechar por los pasillos en busca de alimento... entonces se vuelve terrorífica. Jim Sturges (quince años, patoso) y su mejor amigo, Tubby (gordito, pecoso, igual de patoso), conocen de cerca el terror. Lo experimentan cada vez que asisten a clase de gimnasia o sufren el incansable acoso de Steve y su grupo de matones. No saben que un horror mucho más espeluznante les está acechando... otra vez. Hace cuarenta años, el pueblo de San Bernandino sufrió una oleada de misteriosas desapariciones, que convirtieron al padre de Jim en un ser aterrado y obsesivo. Hoy, por primera vez, Jim tendrá que tomarse muy en serio las paranoias de su padre. Porque unos monstruos aterradores se están afilando dientes y garras en rincones oscuros y pasillos solitarios. Y Jim es el único que puede detenerlos. Bueno, Jim y la curiosa banda de los Trollhunters, algunos humanos y otros... no.

## Personajes
Jim Sturges Jr: Un joven de 15 años, bajito, sobreprotegido por su padre y acosado en la escuela.
Tubby Dershowitz (Gordi): El mejor amigo de Jim, es alto y con sobrepeso, además de pelirrojo y pecoso.
Claire Fontaine: Estudiante nueva proveniente de Europa, es muy popular pero no se deja llevar por la moda de la escuela.
Jack Sturges: Es el tío de Jim, un niño de 13 años eternos que porta una armadura hecha de retales. Es increíblemente valiente y se convertirá en el maestro de su sobrino Jim.
Ojitranco (Blinky): Es un troll similar en aspecto a un pulpo, que posee innumerables tentáculos y ojos flexibles capaces de iluminar el ambiente pero es totalmente ciego. Es un historiador de la historia Troll muy verso en el lenguaje.
Johanah M. ¡¡¡ARRRGH!!!: Es una legendaria guerrera y compañera de Ojitranco que en el pasado venció a Gunmar el Negro; como consecuencia perdió su capacidad de hablar fluidamente.
Gunmar el Negro: Es el líder de los Gumm-Gumms, los trolles devoradores de carne humana. Es un ser de gran altura, color rojo y con púas en su espalda, que cuenta con seis extremidades (siendo una de ellas herida en 1979 por una perforación), cada cual con doble articulación, y que además, puede controlar su espina dorsal a voluntad. Siendo también capaz de auto-reproducirse y de mutar a quienes están a su alrededor. Y que en 1979 perdió uno de sus ojos por manos de ARRRGH!!!.
Steve Jorgensen- Warner: Compañero de Jim en la escuela y principal bully que se oculta tras su faz de atleta estrella.
Jim Sturges Sr.: Es el padre de Jim quien se encarga de él y debe afrontar la desaparición de su hermano Jack a corta edad y el abandono de su esposa. Debido a estos hechos es increíblemente sobreprotector con su hijo, impidiendo que salga de noche.
Ben Gulager: Es un policía de renombre en San Bernardino y sobreviviente de una herida de bala en la cabeza.
Nancy "Nana" Dershowitz: Es la abuela de Tubby, la que se encarga de él. Posee muchos gatos y está parcialmente sorda.
Lempke: Director del museo de San Bernardino.
Monitor Lawrence: Entrenador de la escuela.
Sra. Pinkton: Profesora de Matemáticas.
Sra. Leach: Profesora de arte dramático.
El dentista Dr. Papadopoulos: Dentista quien trata a Tubby, sometiéndolo a gran dolor.

## Autores
Guillermo del Toro: Es un aclamado director de cine, productor y guionista, conocido, entre otros filmes por Hellboy o El laberinto del Fauno de tres Oscar. El cineasta Mexicano es también coautor de la novela Nocturna, que a inspirado a la serie The  Strain.
Daniel Kraus: Es editor, cineasta y premiado escritor de literatura de terror juvenil. Su segunda novela, Rotters, ganadora del premio Odyssey y finalista del Bram Stoker está considerada por la crítica "Un clásico del terror".